# Can Ton (Arenys de Munt)
Can Ton és una obra desapareguda d'Arenys de Munt (Maresme) inclosa a l'Inventari del Patrimoni Arquitectònic de Catalunya.

## Descripció
Aquest cinema és una gran nau amb obertures d'arc de mig punt. La coberta és a dues aigües. La seva entrada és per la part de la riera; hi ha un cafè i després hi havia un patí des del qual s'accedia al cinema.
La seva construcció és molt senzilla, feta sobre tot amb fusta. Per dins la nau tenia un pati de cadires i un segon pis de fusta per més cadires, que s'aguantava amb columnetes.

## Història
Aquest cinema i cafè s'havia anomenat El Siglo i era un dels locals públics de la població; l'altre era un altre cinema, "Can Colomer".